# Borak (Bośnia i Hercegowina)
Borak (cyr. Борак) – wieś w Bośni i Hercegowinie, w Republice Serbskiej, w gminie Kneževo. W 2013 roku liczyła 107 mieszkańców.